# Sant Alòi de Montagut
Sant Alòi de las Minas és un municipi occità, situat al departament del Puèi Domat i a la regió d'Alvèrnia-Roine-Alps. L'any 2007 tenia 3.817 habitants.

## Demografia

### Població
El 2007 la població de fet de Sant Alòi de las Minas era de 3.817 persones. Hi havia 1.869 famílies de les quals 811 eren unipersonals (303 homes vivint sols i 508 dones vivint soles), 546 parelles sense fills, 370 parelles amb fills i 142 famílies monoparentals amb fills.
La població ha evolucionat segons el següent gràfic:
Habitants censats

### Habitatges
El 2007 hi havia 2.311 habitatges, 1.907 eren l'habitatge principal de la família, 114 eren segones residències i 290 estaven desocupats. 1.469 eren cases i 766 eren apartaments. Dels 1.907 habitatges principals, 1.006 estaven ocupats pels seus propietaris, 835 estaven llogats i ocupats pels llogaters i 66 estaven cedits a títol gratuït; 119 tenien una cambra, 163 en tenien dues, 501 en tenien tres, 544 en tenien quatre i 580 en tenien cinc o més. 1.102 habitatges disposaven pel capbaix d'una plaça de pàrquing. A 905 habitatges hi havia un automòbil i a 445 n'hi havia dos o més.

### Piràmide de població
La piràmide de població per edats i sexe el 2009 era:
| Homes | Edats   | Dones |
| ----- | ------- | ----- |
| 0     | 95 o +  | 4     |
| 20    | 90 a 94 | 28    |
| 28    | 85 a 89 | 68    |
| 40    | 80 a 84 | 72    |
| 136   | 75 a 79 | 160   |
| 136   | 70 a 74 | 196   |
| 132   | 65 a 69 | 180   |
| 96    | 60 a 64 | 144   |
| 88    | 55 a 59 | 92    |
| 132   | 50 a 54 | 152   |
| 176   | 45 a 49 | 160   |
| 104   | 40 a 44 | 124   |
| 148   | 35 a 39 | 120   |
| 116   | 30 a 34 | 92    |
| 120   | 25 a 29 | 128   |
| 120   | 20 a 24 | 104   |
| 116   | 15 a 19 | 108   |
| 84    | 10 a 14 | 84    |
| 80    | 5 a 9   | 88    |
| 76    | 0 a 4   | 80    |

## Economia
El 2007 la població en edat de treballar era de 2.207 persones, 1.447 eren actives i 760 eren inactives. De les 1.447 persones actives 1.205 estaven ocupades (682 homes i 523 dones) i 241 estaven aturades (99 homes i 142 dones). De les 760 persones inactives 228 estaven jubilades, 202 estaven estudiant i 330 estaven classificades com a «altres inactius».

### Ingressos
El 2009 a Sant Alòi de las Minas hi havia 1.897 unitats fiscals que integraven 3.740 persones, la mediana anual d'ingressos fiscals per persona era de 14.370 €.

### Activitats econòmiques
Dels 228 establiments que hi havia el 2007, 9 eren d'empreses extractives, 9 d'empreses alimentàries, 16 d'empreses de fabricació d'altres productes industrials, 21 d'empreses de construcció, 63 d'empreses de comerç i reparació d'automòbils, 9 d'empreses de transport, 16 d'empreses d'hostatgeria i restauració, 3 d'empreses d'informació i comunicació, 13 d'empreses financeres, 6 d'empreses immobiliàries, 24 d'empreses de serveis, 23 d'entitats de l'administració pública i 16 d'empreses classificades com a «altres activitats de serveis».
Dels 60 establiments de servei als particulars que hi havia el 2009, 1 era una gendarmeria, 1 oficina de correu, 5 oficines bancàries, 1 funerària, 8 tallers de reparació d'automòbils i de material agrícola, 1 taller d'inspecció tècnica de vehicles, 1 autoescola, 2 paletes, 5 guixaires pintors, 3 fusteries, 5 lampisteries, 1 electricista, 1 empresa de construcció, 6 perruqueries, 3 veterinaris, 1 agència de treball temporal, 8 restaurants, 4 agències immobiliàries, 1 tintoreria i 2 salons de bellesa.
Dels 30 establiments comercials que hi havia el 2009, 2 eren supermercats, 1 una gran superfície de material de bricolatge, 3 botiges de menys de 120 m², 4 fleques, 4 carnisseries, 1 una llibreria, 5 botigues de roba, 1 una sabateria, 1 una botiga d'electrodomèstics, 2 botigues de mobles, 2 botigues de material esportiu, 2 drogueries i 2 floristeries.
L'any 2000 a Sant Alòi de las Minas hi havia 32 explotacions agrícoles que ocupaven un total de 759 hectàrees.

## Equipaments sanitaris i escolars
El 2009 hi havia 1 centre de salut, 2 farmàcies i 1 ambulància.
El 2009 hi havia 1 escola maternal i 3 escoles elementals. A Saint-Éloy-les-Mines hi havia 2 col·legis d'educació secundària i 1 liceu tecnològic. Als col·legis d'educació secundària hi havia 388 alumnes i als liceus tecnològics 140.

## Poblacions properes
El següent diagrama mostra les poblacions més properes.